# Besian Idrizaj
Besian Idrizaj (Baden, 12 de outubro de 1987 — Linz, 15 de maio de 2010) foi um futebolista austríaco.